# Giovanni Patroni
Giovanni Patroni (Napoli, 20 settembre 1869 – Celleno, 13 agosto 1951) è stato un archeologo italiano.

## Biografia
Nato a Napoli da Domenico e Giacinta Barone, conseguì la laurea in lettere con il massimo dei voti e lode nel 1890 con Giulio De Petra. Fu allievo della Scuola superiore di archeologia di Roma.
Nel 1901 fu nominato direttore del Museo di Cagliari e degli scavi di Sardegna. Nel 1902 vinse la cattedra di archeologia nell'Università di Pavia, dove fu professore straordinario fino al 1905, e, poi, professore ordinario sino al 1926.
Nel 1911 sposò a Lugano la bernese Adelaide Maria Luise Dick.
Morì assassinato il 13 agosto 1951 a Celleno a causa di un tentativo di rapina.
Il Museo archeologico comunale di Pula in Sardegna è intestato a suo nome. 

## Pubblicazioni principali
- Di una nuova orientazione dell'archeologia nel più recente movimento scientifico. In: Rendiconti della Accademia dei Lincei Ser. 5, 8 (1899), S. 221–240.
- Scavi e scoperte archeologiche nell'Italia del Nord. Accademia Nazionale dei Lincei, Roma 1908.
- Architettura preistorica generale ed italica. Architettura etrusca. Istituto italiano d’arti grafiche, Bergamo 1941
- La preistoria, 2 Bde., Vallardi, Milano 1937
- Studi di mitologia mediterranea ed omerica. Hoepli, Milano 1951
- Commenti mediterranei all'Odissea di Omero. Marzorati, Milano 1950